# 歪头盆距兰
歪头盆距兰（学名：Gastrochilus subpapillosus）为兰科盆距兰属下的一个种。

## 扩展阅读
- 維基物種上的相關：歪头盆距兰